# جون أوين (لاعب كرة قدم)
جون أوين (بالإنجليزية: John Robert Blayney Owen)‏ هو لاعب كرة قدم بريطاني (وحمل سابقاً جنسية المملكة المتحدة لبريطانيا العظمى وأيرلندا) في مركز الهجوم، ولد في 25 مايو 1848 في ريدنغ في المملكة المتحدة، وتوفي في 13 يونيو 1921. شارك مع منتخب إنجلترا لكرة القدم. أما مع النوادي، فقد لعب مع نادي شيفيلد وOxford University A.F.C. ‏.

## وصلات خارجية
- جون أوين على موقع ناشيونال فوتبول تيمز (الإنجليزية)
- جون أوين على موقع عالم كرة القدم.نت (الإنجليزية)